# Élévateur
Pour les articles homonymes, voir Élévateur (homonymie).
Les élévateurs  ou élevons sont des surfaces de contrôle généralement placées sur la queue d'un aéronef, qui permettent de modifier son attitude et l'angle d'attaque des ailes. 

## Parachutisme
Les élévateurs, au nombre de quatre, sont des sangles fixées au sac-harnais sur lesquelles viennent s'accrocher les suspentes du parachute.
Les élévateurs avant reçoivent les suspentes rattachées à la partie avant de l'aile, les élévateurs arrières reçoivent les suspentes rattachées à la partie arrière.
Les poignées de commande du parachute sont fixées sur les élévateurs arrières.

## Parapente
Toujours par deux, permettent de relier les suspentes à la sellette, composé de 3 à 5 branches suivant les voiles et leur cône de suspentage (2 pour le speedriding).
Ils comportent les poulies et les clips de freins sur les branches arrières.